# 43890 Катіяоттані
43890 Катіяоттані (43890 Katiaottani) — астероїд головного поясу, відкритий 31 серпня 1995 року.
Тіссеранів параметр щодо Юпітера — 3,553.